# Liste der Naturdenkmale in Emmerthal
Die Liste der Naturdenkmale in Emmerthal nennt die Naturdenkmale in Emmerthal im Landkreis Hameln-Pyrmont in Niedersachsen.

## Naturdenkmale
| Bild            | Bezeichnung                             | Ort, Lage                                      | Beschreibung | Schutzzweck                                       | Nummer    |
| --------------- | --------------------------------------- | ---------------------------------------------- | --- | ------------------------------------------------- | --------- |
| BW              | Eiche auf dem Walterberg                | Börry (52° 2′ 58,5″ N, 9° 27′ 40,5″ O)         | Der Baum steht an der Gemeindestraße von Völkerhausen nach Börry an einem Forstwegeabzweig auf dem Kamm des Oberen Hellbergs. Es handelt sich um eine schmalkronige, stark aufgeastete Stieleiche (Quercus robur). | Heimatkundliche Bedeutung                         | ND-HM 025 |
| BW              | Frenker Weißer Stein                    | Frenke (52° 0′ 35,8″ N, 9° 26′ 58,6″ O)        | Der eiszeitliche Findling aus Tertiärquarzit befindet sich im Seitenraum eines Wirtschaftsweges ca. 300 m südlich der Ortschaft Frenke. Der „Weiße Stein“, auch „Frenker Opferstein“ genannt, hat ein geschätztes Alter von ca. 70 Millionen Jahren. Die Lage des Steines soll eine alte Gerichtsstätte markieren.                                                                   | Wissenschaftliche und heimatkundliche Bedeutung   | ND-HM 036 |
| BW              | Hängebuche Friedhof Hagenohsen          | Hagenohsen (52° 3′ 22,5″ N, 9° 23′ 48,6″ O)    | Die Trauerrotbuche (Fagus sylvatica ‚Pendula’) steht auf dem Friedhof von Hagenohsen und überwächst mit mächtiger und weit ausladender Krone die alte Friedhofskapelle. Die Trauerbuche dominiert mit ihrer Wuchsform und Belaubung das Erscheinungsbild des Friedhofs. | Seltenheit, Eigenart und Schönheit                | ND-HM 045 |
| BW              | Winterlinde in Hagenohsen               | Hagenohsen (52° 3′ 0,9″ N, 9° 23′ 52,3″ O)     | Die Winterlinde steht südlich der Valentini-Brücke am Weserufer von Hagenohsen. Der orts- und landschaftsbildprägende Baum besitzt eine weit ausladende Krone. Der mehrstämmige Kronenaufbau ist durch früheres Schneiteln, einer kulturhistorischen Nutzungsform (Gewinnung von z. B. Gerätestielen, Brennholz etc.), entstanden und stark verzweigt.                               | Eigenart und Schönheit, heimatkundliche Bedeutung | ND-HM 046 |
| BW              | Baumgruppe Kirchhof Kirchohsen          | Kirchohsen (52° 2′ 52,5″ N, 9° 23′ 31,3″ O)    | Die Baumgruppe steht innerhalb der mit einer Bruchsteinmauer eingefassten Grünanlage vor dem östlichen Seitenausgang der Kirche von Kirchohsen. Die Baumgruppe besteht aus zwei mächtigen, großkronigen Stieleichen (Quercus robur) und einer sparrig aufgewachsenen Traueresche (Fraxinus excelsior ‚Pendula’).                                                                     | Schönheit, heimatkundliche Bedeutung              | ND-HM 054 |
| BW              | Zwei Eichen an der ehemaligen Sparkasse | Kirchohsen (52° 2′ 53″ N, 9° 23′ 24,9″ O)      | Die beiden ortsbildprägende Eichen stehen im direkten Umfeld des Gebäudes der alten Kreissparkasse von Kirchohsen. Bei den Bäumen handelt es sich um eine straff aufrecht gewachsenen, ca. 18 m hohen Pyramideneiche (Quercus robur ‚Fastigiata’) und um eine großkronige, z. T. das Gebäude überragende Stieleiche (Quercus robur).                                                 | Schönheit                                         | ND-HM 056 |
| BW              | Kastanie an Rieken Scheune              | Emmerthal (52° 1′ 43″ N, 9° 23′ 18,7″ O)       | Die landschaftsbildprägende, vitale und großkronige Kastanie (Aesculus hippocastanum) befindet sich nördlich des Umspannwerkes Grohnde an der Wegekreuzung an Riekens Scheune in der Feldflur von Kirchohsen und zeichnet sich in der sonst ausgeräumten Agrarlandschaft durch Schönheit aus.                                                                                        | Schönheit                                         | ND-HM 059 |
| BW              | Weglinde am Ilseberg                    | Latferde (52° 1′ 31,9″ N, 9° 26′ 6,6″ O)       | Der Baum steht südlich des Friedhofs von Latferde im Wegeseitenbereich eine Feldweges oberhalb der Hangkante des Ilseberges. Die Linde (Tilia platyphyllos) ist ein großkroniger Baum mit einem geschätzten Alter von ca. 200 Jahren. | Schönheit                                         | ND-HM 065 |
| BW              | Linden auf dem Thie in Ohr              | Ohr (52° 3′ 44,4″ N, 9° 21′ 9″ O)              | Die Baumgruppe befindet sich an der Landesstraße L432 in der Ortslage von Ohr auf einem durch eine Bruchsteinmauer erhabenen Denkmalplatz. Die fünf Linden (Tilia ssp.) kennzeichnen den historischen Versammlungsplatz. | Heimatkundliche Bedeutung                         | ND-HM 085 |
| BW              | Hude-Eichen im Grohnder Forst           | Grohnde (52° 0′ 33,4″ N, 9° 22′ 56,8″ O)       | Der Hude-Eichenbestand befindet sich auf einer feuchten Lichtung in Abteilung 634 der Grohnder Staatsforst. Die Baumgruppe besteht aus vier knorrigen, altersbedingt vitalen Hude-Eichen (Quercus robur), welche ihren Lebenszyklus dort beenden und vor Ort zerfallen sollen. Der Hude-Eichenbestand ist aufgrund der kulturhistorischen Waldnutzungsform von besonderer Bedeutung. | Eigenart und Schönheit, heimatkundliche Bedeutung | ND-HM 108 |
| Fotos hochladen | Hajener Hungerstein                     | Hajen (51° 59′ 52,3″ N, 9° 25′ 55,6″ O)        | Der „Hajener Hungerstein“ befindet sich am linken Weserufer oberhalb der Fährstelle Hajen-Ruhberg am Fußpunkt einer Buhne. Der Hungerstein ist ein markanter, vom Geschiebe der Weser geschliffener Rotsandsteinblock. Aufgrund seiner Lage ist der Stein nur bei Niedrigwasserstand der Weser sichtbar und war früher ein Dürrezeiger für Hajen.                                    | Heimatkundliche Bedeutung                         | ND-HM 155 |
| BW              | Linde vor der Kirche in Groß Berkel     | Groß Berkel (52° 3′ 54,2″ N, 9° 18′ 36,1″ O)   | Die Sommerlinde (Tilia platyphyllos) steht westlich vor der Kirche in der Ortsmitte von Groß Berkel und hebt sich mit mächtiger Krone dominant aus der Rahmeneingrünung heraus. | Schönheit                                         | ND-HM 157 |
| BW              | Eiche am Lüntorfer Holz                 | Lüntorf (51° 59′ 19,4″ N, 9° 22′ 53,7″ O)      | Die knorrige, alte Eiche (Quercus robur) steht nördlich des Sportplatzes von Lüntorf auf einer als Wall gestalteten Feld-Waldgrenze. | Eigenart, naturkundliche Bedeutung                | ND-HM 189 |
| BW              | Hudebäume bei Voremberg                 | Voremberg (52° 4′ 21,3″ N, 9° 27′ 32,4″ O)     | Die zwei Hudebäume, eine Stieleiche (Quercus robur) und eine Hainbuche (Carpinus betulus) stehen an einer Geländekante innerhalb einer Schafweide östlich von Voremberg. Die beiden Bäume bereichern das Landschaftsbild. | Schönheit, heimatkundliche Bedeutung              | ND-HM 190 |
| BW              | Hainbuche am Deitlevser Bach            | Deitlevsen (51° 59′ 7,6″ N, 9° 20′ 43,6″ O)    | Die Hainbuche (Carpinus betulus) steht im Ufergehölz des Deitlevser Baches an der Kreisstraße K41 zwischen Deitlevsen und Welsede. Die Hainbuche ist schön gewachsen und hat einen weit ausladenden Wuchs. Bedeutung für das Landschaftsbild. | Schönheit                                         | ND-HM 191 |
| BW              | Hof-Eiche in Esperde                    | Esperde (52° 1′ 38″ N, 9° 31′ 1,2″ O)          | Die Stieleiche (Quercus robur) steht im Hühnergarten einer landwirtschaftlichen Hofstelle am östlichen Ortsrand von Esperde. Mit mächtigem Wuchs kennzeichnet die Eiche kulturhistorisch die Hofstelle und bereichert das Ortsbild. | Schönheit, heimatkundliche Bedeutung              | ND-HM 192 |
| BW              | Buchen im Kleinen Scharfenberg          | Hämelschenburg (52° 1′ 5,5″ N, 9° 21′ 37,8″ O) | Die Baumgruppe besteht aus drei alten Buchen (Fagus sylvatica) im Waldbestand des Kleinen Scharfenberges im Grohnder Staatsforst. Die Baumgruppe hebt sich durch ihre Anordnung und Geschlossenheit aus dem sonstigen Waldbestand heraus und ist regionales Wanderziel. | Eigenart                                          | ND-HM 193 |
| BW              | Linde am Ruhberg                        | Hajen (52° 0′ 4,3″ N, 9° 25′ 46″ O)            | Die Sommerlinde (Tilia platyphyllos) steht auf einem Erdhügel in der Weseraue zwischen Bundesstraße B83 und Weser nördlich der Fährstelle Hajen - Ruhberg. Die großkronige Sommerlinde ist mit den bis zum Boden reichenden Astschleppen weithin sichtbar und von besonderer Bedeutung für das Landschaftsbild.                                                                      | Eigenart und Schönheit                            | ND-HM 194 |
| BW              | Hude-Eichen bei Esperde                 | Esperde (52° 2′ 20,6″ N, 9° 30′ 53,6″ O)       | Die beiden Hude-Eichen (Quercus robur) stehen ca. 2 km nördlich von Esperde auf einem stark hängigen Weidegrünland. Die beiden Eichen sind landschaftsbildprägend und von kulturhistorischer Bedeutung. | Schönheit, heimatkundliche Bedeutung              | ND-HM 195 |
| BW              | Linde in der Feldmark Kirchohsen        | Kirchohsen (52° 1′ 48,5″ N, 9° 23′ 6″ O)       | Die Linde (Tilia platyphyllos) steht in der sonst ausgeräumten Feldmark zwischen Kirchohsen und Grohnde im Saum eines Wirtschaftsweges. Bedeutung für das Landschaftsbild. | Schönheit                                         | ND-HM 196 |
| Fotos hochladen | Platane in der Weseraue bei Ohr         | Ohr (52° 3′ 56,4″ N, 9° 21′ 5,7″ O)            | Die Platane (Platanus acerifolia) steht auf einem Erdhügel in der Weseraue zwischen Bundesstraße B83 und Weser nördlich von Ohr inmitten einer Ackerfläche. Die großkronige, ca. 270 Jahre alte Platane ist von bizarrem Wuchs und weithin sichtbar. | Schönheit                                         | ND-HM 197 |
| BW              | Eiche in der Gemarkung Kirchohsen       | Kirchohsen (52° 1′ 56,3″ N, 9° 21′ 33,5″ O)    | Die Eiche (Quercus robur) steht südwestlich von Kirchohsen zwischen Bundesbahnstrecke und Wirtschaftsweg auf einer Wiesenfläche am Hangfuß des Schierholzberges. Die freistehende, mächtige Eiche bereichert das Landschaftsbild. | Schönheit                                         | ND-HM 198 |